# Bärbel Schwertfeger
Bärbel Schwertfeger (* 1956) ist eine deutsche Autorin und Journalistin mit den Spezialgebieten Management, Personalentwicklung, Körpersprache und Weiterbildung. 

## Leben
Schwertfeger absolvierte ein Studium der Psychologie mit dem Diplom. Seit 1985 arbeitet sie als freie Journalistin.
In ihrem Buch Die Bluff-Gesellschaft – Ein Streifzug durch die Welt der Karriere beschrieb sie 2002 eine Zunahme von Tricksereien von Selbstdarstellern in Politik, Wirtschaft, Universität sowie Beruf und verortete den Grund dafür in zunehmendem Narzissmus in der Gesellschaft. Von 2006 bis September 2010 war sie Gründerin, Gesellschafterin und Chefredakteurin des deutsch-/englischsprachigen Online-Karriereportals MBA-Channel mit dem Schwerpunkt Master of Business Administration (MBA). Seit 2010 betreibt sie den deutschsprachigen Blog MBA Journal.   Dort berichtet sie speziell über das MBA-Studium und kritisiert allgemein Tendenzen im Bereich der Personalentwicklung, Wirtschaft und Weiterbildung.
Von 2007 bis Juni 2020 war sie freiberuflich Chefredakteurin der Fachzeitschrift Wirtschaftspsychologie aktuell. Im Juli 2020 gründete sie ein eigenes Online-Magazin Wirtschaftspsychologie heute.
Beiträge Schwertfegers erschienen unter anderem in der Psychologie Heute, der Financial Times und der Frankfurter Allgemeinen Zeitung, im Handelsblatt, dem Spiegel und dem Stern, in der Welt am Sonntag, der Wirtschaftswoche sowie in der Zeit.

## Schriften (Auswahl)
- Macht ohne Worte. Wie wir mit dem Körper sprechen. Heyne, München 1988, ISBN 3-453-02602-0.
- Der Therapieführer. (Herausgeberin mit Klaus Koch) Heyne, München 1989, ISBN 3-453-03355-8.
- Die Körpersprache der Bosse. (mit Norbert Lewandowski) Heyne, München 1990, ISBN 3-453-07057-7.
- Das MBA-Handbuch. Econ, Düsseldorf 1994, ISBN 3-430-18229-8.
- Der Griff nach der Psyche. Was umstrittene Persönlichkeitstrainer in Unternehmen anrichten. Campus, Frankfurt am Main 1998, ISBN 3-593-35910-3.
- Zu zweit am Ende. (mit Klaus Koch) Phasen der Trennung, Deutscher Taschenbuch Verlag, München 1998, ISBN 978-3-423-36084-5.
- Die Bluff-Gesellschaft. Ein Streifzug durch die Welt der Karriere. Wiley, Weinheim 2002, ISBN 3-527-50038-3.
- Der Ayurveda-Boom. (Kritischer Ratgeber, mit Monika Kirschner) Egmont VGS, Köln 2004, ISBN 3-8025-1562-5.